# Eberhart Schindewolf
Eberhart Schindewolf (* 18. Dezember 1925 in Marburg; † 23. April 2011) war ein deutscher Ingenieur und Manager.
Eberhart Schindewolf war der Sohn des Paläontologen Otto Heinrich Schindewolf. Er studierte Bergbauingenieurwissenschaften und war von 1974 bis 1987 Geschäftsführer der BEB Erdgas und Erdöl. In seine Amtszeit fällt unter anderem im Jahre 1980 Lilienthal Z1, die mit 6.775 Metern tiefste deutsche Bohrung.
Zudem war er von 1984 bis 1992 Vorsitzender des Industrie-Clubs Hannover.